# Casimiro Lana Sarrate
Casimiro Lana Sarrate (Sariñena, 15 de enero de 1892 - Argentina, 1961) fue un ingeniero químico y político  español.
Lana fue un ingeniero químico de gran prestigio. En 1916 se le concede una pensión de la JAE para formarse durante 11 meses en la Universidad de Harvard.
Desarrolló, con otros colegas, el proyecto Hispano-Suiza de Automóviles en España. Era profesor de la Escuela Industrial de Barcelona y viajaba con frecuencia, en la década de 1920, a Alemania donde contactó con Albert Einstein. Allí estaba su hermano Isabelino Lana, también ingeniero y catedrático de Hidráulica en la Escuela de Ingenieros Industriales de Barcelona, ampliando con una beca sus conocimientos sobre aeronáutica.
En 1923 con el apoyo de las escuelas citadas, de la Generalidad de Cataluña y de sus amigos Rafael Campalans y Bernat Lassaletta, entre otros, consiguió llevar a Cataluña a Einstein. Casimiro, muy aficionado a la fotografía, inmortalizó a Einstein y a su esposa en Poblet con otros amigos. 
Realizó un informe sobre la situación del Pirineo oscense, en el que acopió una relación de las infraestructuras para, a continuación, ver las necesidades. Destacó la incipiente industria turística a la que le auguró un buen futuro. En Broto, donde se acababa de construir el primer hotel con cinco plantas, preconizó diversos paradores nacionales y explicó como el Estado Mayor del Ejército ponía constantes trabas para permeabilizar el Pirineo. El resto de sus publicaciones fueron de carácter científico. Tradujo del alemán y del inglés, junto con Antonio García Banús, muchas de las obras de química fundamentales anteriores a la guerra civil.
El 16 de mayo de 1925, contrajo matrimonio en la Ciudad de México con Luisa Noriega Díaz , nacida en la Ciudad de México e hija de Alfredo de Noriega Colombres y de Luisa Díaz Noriega. Ese mismo mes regresa a España, estableciéndose en Barcelona, donde nacería su hijo Alfredo, en 1926.
Durante la Segunda República fue miembro del Partido Republicano Radical Socialista y más tarde de Izquierda Republicana, así como amigo personal de Manuel Azaña. Resultó elegido diputado en las elecciones de 1931 y elecciones de 1936, en ambas ocasiones por Huesca. Fundó en 1932 un semanario republicano en la capital monegrina, “Adelante”, en cuya dirección estuvo José Bruned. También se preocupó de dotar la escuela pública sariñenense de mobiliario y material didáctico.
Tras el inicio de la Guerra Civil y viéndola perdida inicia el camino del exilio. A fines de 1936 la familia nuclear llega a Suiza, y en Zúrich documentan visado para trasladarse bien a México o a los Estados Unidos. Zarpan desde Le Havre, Francia, en el vapor Washington el 30 de diciembre de 1936. Dos años después en 1938 estaba ya establecido en Buenos Aires, Argentina, donde se trasladó asimismo su hermano. Adoptó la nacionalidad argentina. Estableció su domicilio en Billinghurst n. 1958, de Buenos Aires y en Argentina siguió sus trabajos de ingeniero y sus publicaciones. Viajó en varias ocasiones a los Estados Unidos, donde su hijo estudiaba en el Instituto de Tecnología de Massachusetts.